# Reacción de Arthus
En inmunología, la reacción de Arthus es una clase local de reacción de hipersensibilidad tipo III. Es un área localizada de necrosis tisular como consecuencia de una vasculitis aguda por inmunocomplejos, surgida habitualmente en la piel. La administración repetida por vía cutánea de un antígeno extraño provoca una síntesis cada vez mayor de anticuerpos específicos; cuando son abundantes, se unen al antígeno en el sitio de la inyección, lo que provoca una lesión cutánea.
En contraste con las reacciones de tipo I mediadas por IgE, que aparecen inmediatamente, la lesión de Arthus se desarrolla al cabo de unas pocas horas y alcanza un máximo entre las 4 y 10 horas tras la inyección del antígeno.
Se produce porque:
- La formación o sedimentación de inmunocomplejos es extraordinariamente localizada (ej., inyección intracutánea de antígeno en huéspedes previamente sensibilizados portadores del anticuerpo circulante apropiado).

- El antígeno relevante es plantado (depositado) sólo en el interior de un tejido particular (ej., glomérulo renal), con la posterior formación del inmunocomplejo in situ.